# Jan Robert Müller
Jan Robert Müller (* 21. März 1977 in Dortmund) ist ein deutscher Schauspieler und Musikproduzent.

## Leben
Einem breiten Publikum wurde er bekannt durch die Rolle des Thomas „Tom“ Winkelmann in der ARD-Vorabendserie Marienhof, die er im Februar 1995 übernahm, nachdem die Serie zur Daily Soap umgestellt worden war, und mit einer längeren Unterbrechung von 1995 bis 1998 verkörperte. 1999 kehrte Müller für einen kurzen Gastauftritt in die Serie zurück. Zu Beginn der Dreharbeiten besuchte er die 11. Klasse des Gymnasiums.
Zuvor wurde Tom Winkelmann von den Zwillingspärchen Marc und Marian Jung sowie von Alexander und Sebastian Gloning abwechselnd verkörpert. Da Kinder jedoch nur eine beschränkte Anzahl an Tagen drehen dürfen, mussten die Jung-Zwillinge, die den Tom ab Dezember 1994 wieder alleine spielten, die Rolle schließlich abgeben. Das Engagement bei der Bavaria-Produktion war Müllers Schauspieldebüt. Danach war er 1998 noch in der Serie Vater wider Willen in einer Episodenrolle zu sehen.
Müller lebte lange Zeit in Starnberg und widmete sich seiner Band Lost in the Schilderwald. Derzeit arbeitet er als Musikproduzent in Phnom Penh.

## Filmografie
- 1995–1998: Marienhof (als Tom Winkelmann #3)
- 1998: Vater wider Willen – Rivalen (als Oliver)